# Воля (Варшава)
Воля (пол. Wola) — район (дзельница) Варшавы, расположенный в западной части города.
В прошлом — промышленный район, известный выборами польских королей и сильным рабочим движением, в настоящее время приняла характер типичного городского района. В районе Воле находится значительное число промышленных объектов и промышленных зон, часто заброшенных, которые ныне чаще всего подвергаются сносу, но иногда подвергаются реконструкции, в результате которой они трансформируются в современные офисные центры или в объекты комфортабельного жилья, например, «Кружевная Фабрика в Повонзках» (пол. Fabryka Koronek na Powązkach). Три бывших промышленных объекта были превращены в музеи, связанные с промышленностью: Музей Промышленности на бывшей фабрике Норблина, Музей газификации на Старом газовом заводе, а также музей Варшавского восстания в старой электростанции.
По данным Главного управления статистики Польши на 31.12.2009, в районе Воля на площади 19,26 км² проживало 137 692 жителя.

## История

### Средневековье и период Речи Посполитой
Считается, что история района Воля берёт начало в 1386. Между тем она упоминается уже в 1367 как село Большая Воля (пол. Wielka Wola), находящееся в собственности мазовецких князей. В XIV—XVI веках деревня вместе с двумя соседними — Охотой и Чистым — перешла в собственность польского короля, при этом восточная граница поселения была определена по реке Дрна (современные улицы Окопова (Okopowa) и Товарова (Towarowa)); установленная здесь граница Варшавы сохранялась до середины XIX в.
К 1575 относятся 2 события:

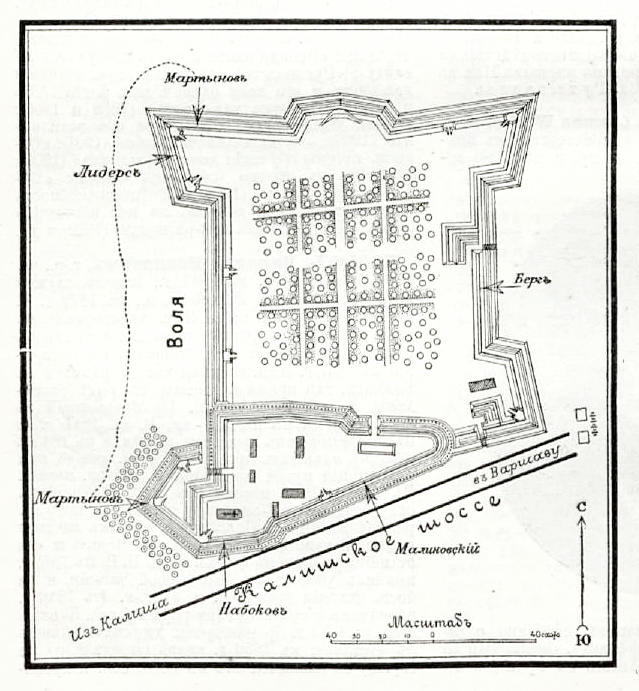
Карта из статьи «Воля»
(«Военная энциклопедия Сытина»)

- Упоминание о поселении Воля у тракта на Сохачев (название происходит из-за избавления населения от податей в пользу князя, русский аналог — слобода), упомянута деревянное святилище в районе современного перекрестка ул. Редутова и Вольска, а также многочисленные постройки
- Выборы в Воле — на полях между селом Велька Воля и Старым Городом произошли выборы польского короля. Королём был избран трансильванский князь Стефан Баторий.

До 1794 на этом месте традиционно проводили выборы королей (элекции). Всего в Воле было избрано 10 польских королей, а название посёлка Коло («Круг») происходит от Рыцарского Круга, то есть места, где происходило собрание земских депутатов.
В 1656, во период борьбы с так называемым «шведским потопом», село было сожжено вместе с деревянным костёлом.
XVI—XVIII века — восстановление села, очередные выборы, переход села в частные руки, его разделение на отдельные имения, появление юридик (jurydyka): Лешно (заложена князем Адамом Понинским, позднее стало владением Кароля Шульца — отсюда улица Каролькова), Гжибы, Валицы, Новолипе.
31 июля 1705 происходит битва под Варшавой — как раз в районе села Воля.
1764 — сооружение королевским министром Генрихом фон Брюлем дворца с парком, позднее разрушенного во время военных действий.
1770 — сооружение на границах города так называемого «вала Любомирского» (okopy Lubomirskiego) (отсюда улица Окопова), в то время здесь была граница между городом и сельской общиной.
1794 — разрушение Воли в период восстания Костюшко во время борьбы с прусскими войсками, при этом опорным пунктом были шанцы около костела Святого Лавра.

### XIX — начало XX вв.
Конец XVIII—XIX вв. (до 1890) — появление на Воле кладбищ: католического, лютеранского, кальвинистского, еврейского, православного, мусульманского, караимского.
1818 — сооружение так называемой «Вольской заставы» (Rogatki Wolskie) по проекту архитектора Якуба Кубицкого (уничтожена в 1942).
6 сентября 1831 — героическая оборона Вольского редута под командованием Юзефа Совинского, закончилась захватом укрепления российскими войсками.
Середина XIX века — перенесение границы Варшавы до ул. Скерневицкой (Skierniewicka), в результате чего в состав столицы вошла значительная часть современной Воли.
II половина XIX — начало XX вв.: развитие промышленности в районе в связи со строительством Варшавско-Венской железной дороги, а также с наплывом в город крестьянского населения (после отмене крепостного права). Появляются сады в Ульрихуве, зерновые элеваторы в Млынове, дубильные производства, пивоваренные заводы (в частности, Haberbusch i Schiele), прядильные фабрики, газоперерабатывающий завод на Воле (1888, трамвайная электростанция на Пшиокоповой (1908 и городская на Прондзынского (1911), промышленные предприятия: Lilpop, Rau i Loewenstein, Norblin Buch i Werner (1820), Gerlach, Temler i Szwede, бумажная фабрика Franaszka i inne. Количество жителей увеличивается с 9000 в 1890 до 40 000 в 1915.
28 января 1905 — стачки на Воле в знак протеста против «кровавого воскресенья» в России. В результате подавления бунта было убито и ранено около 400 человек, Воля приобретает наименование Червонной Воли (Czerwona Wola), а царская полиция арестовывает в тайной типографии Марцина Каспшака в апреле 1904 (казнен в Цитадели в 1905).
8 апреля 1916 — включение остатков Воли в состав Варшавы на основании распоряжения генерал-рагубернатора Ханса фон Беселера.

### Межвоенный период и Вторая мировая война
После обретения Польшей независимости, в связи с ликвидацией царских фортов, ограничивающих развитие города, улучшаются бытовые условия населения. Здесь образовываются посёлки фонда имени Вавельбергов (Fundacja im. Wawelbergów) на ул. Людвики (ul. Ludwiki) и товарищества Рабочих Районов (TOR na Kole) — современные поселки БГК (BGK), Боернерово (Boernerowo), город-сад Елёнки (Jelonki). Помимо этого здесь происходили:
- расширение сети электрических трамваев;
- заложение общественного парка Совинского;
- дальнейшее развитие промышленности: появление завода радиоприемников фирмы Philips (c 1951 — радиозавод им. Марцина Каспшака).

9 сентября 1939 — оборона Вольского редута солдатами Здзислава Пацак-Кузьмирского, а также всей Воли, завершившаяся капитуляцией Варшавы 27 сентября 1939.
2 октября 1940 было образовано Варшавского гетто (еврейские кварталы были огорожены уже в октябре 1939), огороженное стеной от остальных районов Варшавы. Ликвидировано в 1943.
С 5 до 7 августа 1944 здесь происходила так называемая «Вольская резня» во время Варшавского восстания, в которой погибло около 60 000 жителей.

### Послевоенный период

Схема района Воля

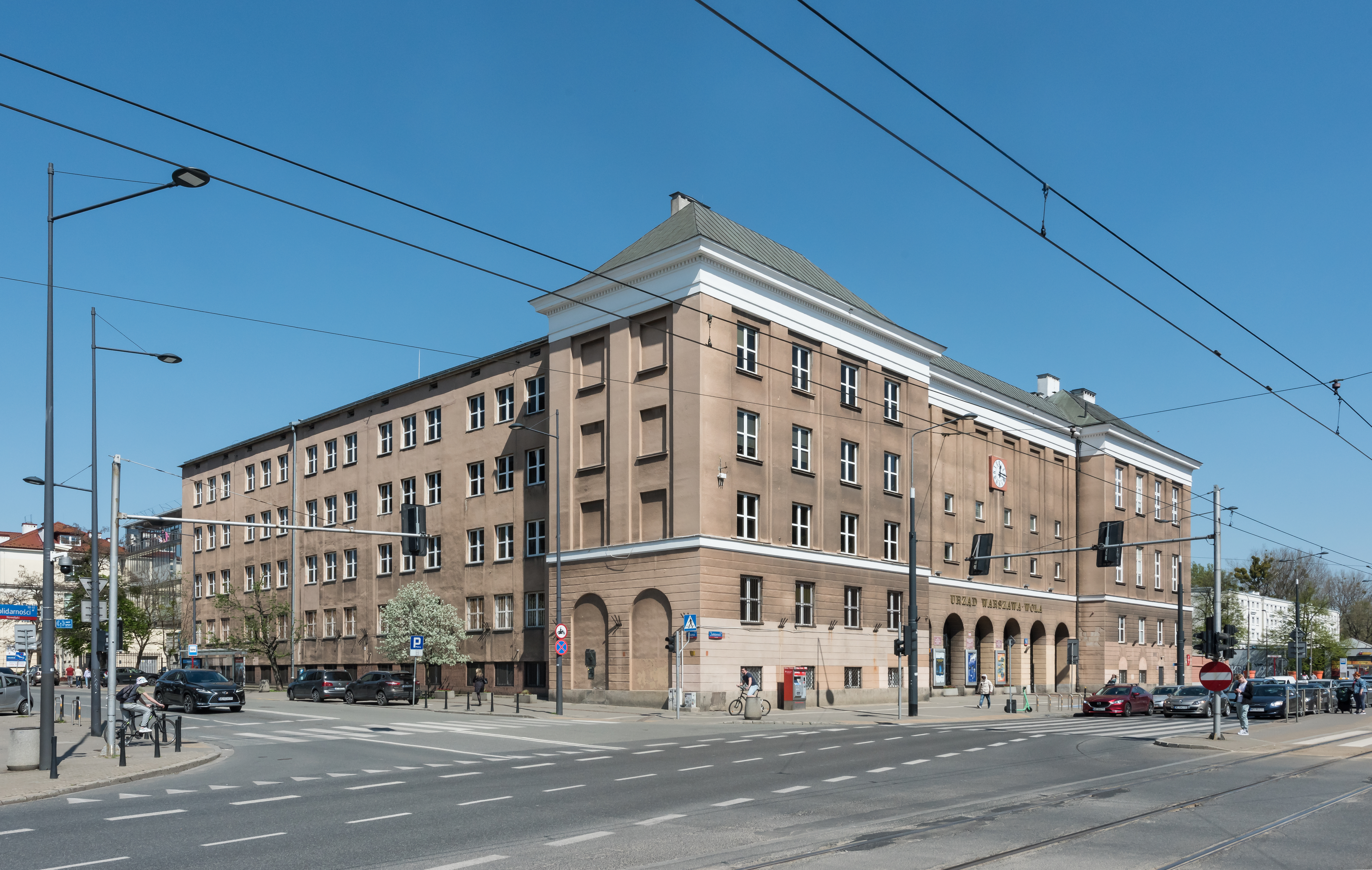
Администрация района Воля на аллее «Солидарности»

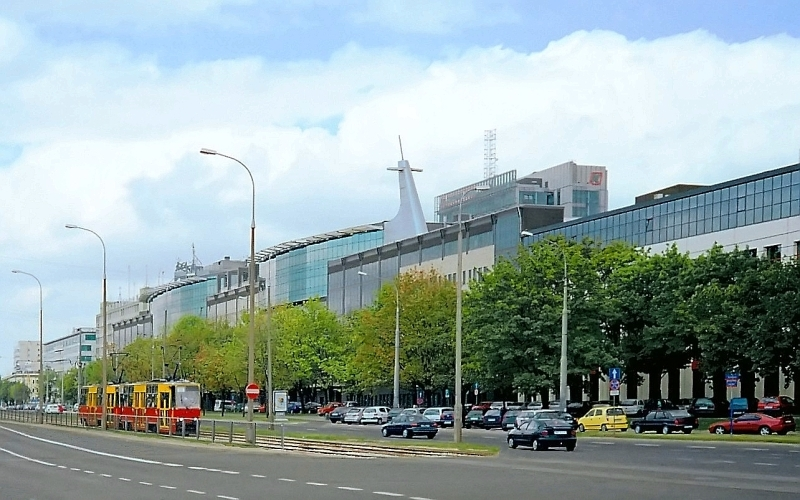
Современные офисные здания на Воле — перестроенные заводы им. Мартина Каспшака

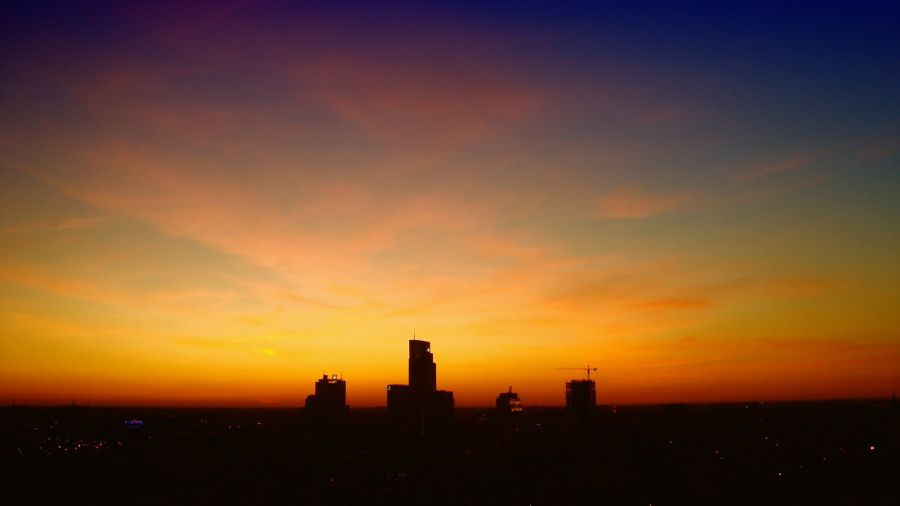
Вид на Волю с Orco Tower

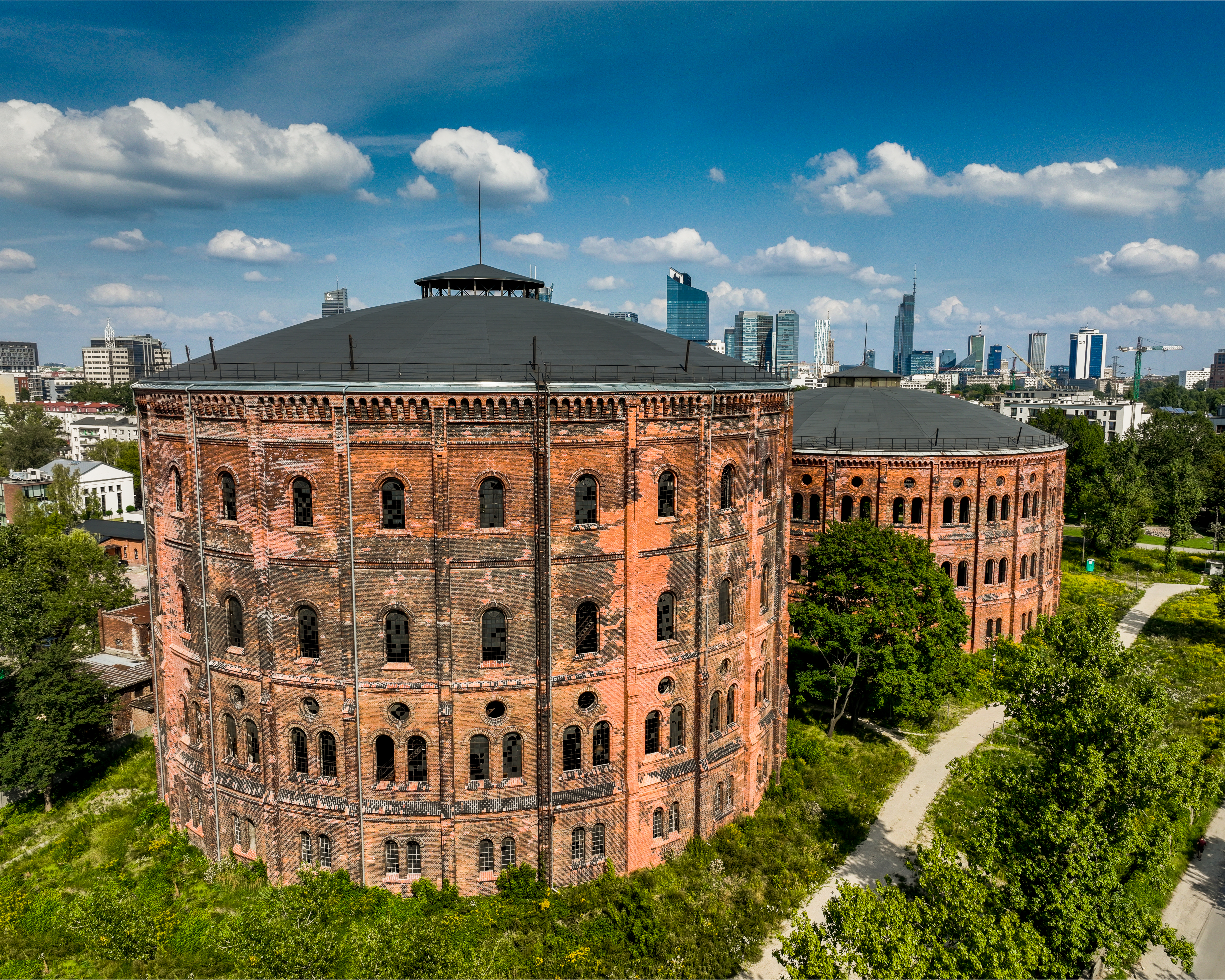
Заброшенное здание газового коллектора на Воле

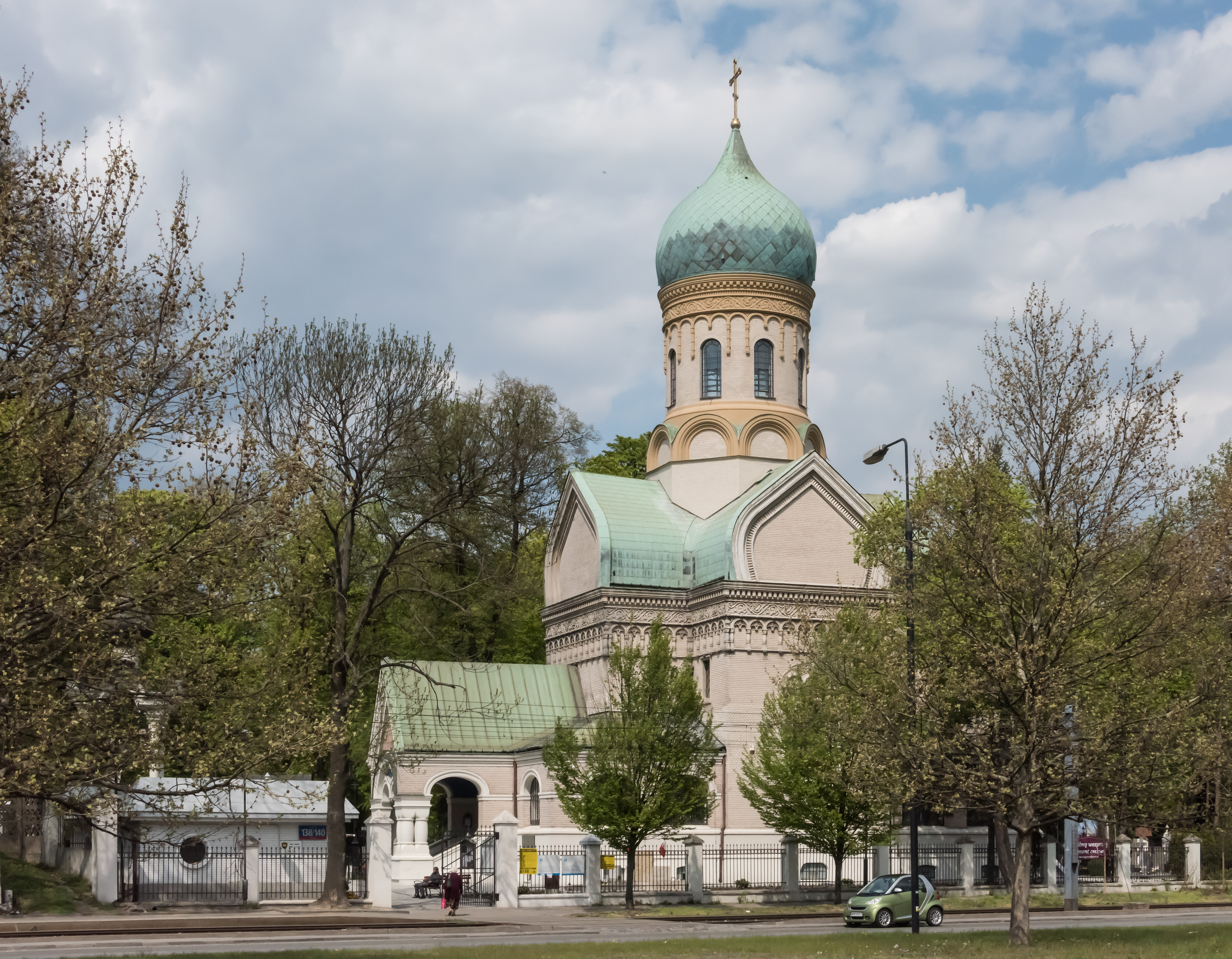
церковь св. Иоанна Лествичника

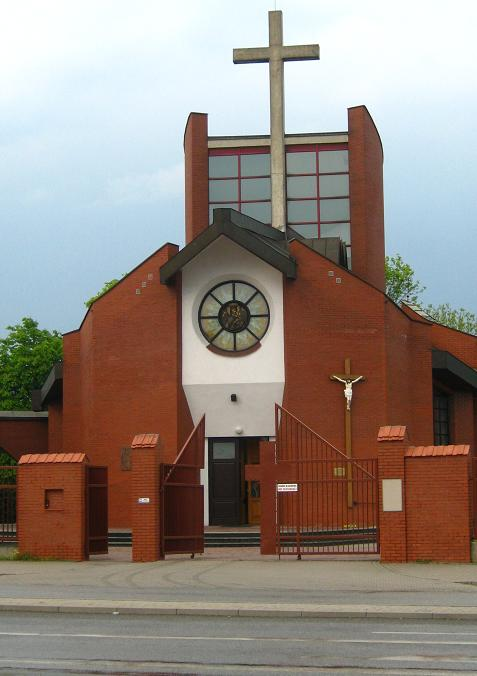
Мариавитский (старокатолический) костёл Неустанной Помощи Святой Матери Божьей

С 1945 в районе происходит восстановление промышленности, в результате чего образуется так называемый «Западный промысловый район»: заводы им. Марцина Капшака, электроламповый им. Розы Люксембург, машиностроительный им. Людвига Варынского, фармацевтический Polfa, лампового машиностроения и др. Также восстанавливаются жилые районы и происходит экспансия городу в сторону Воли, перестройка и изменение расположения главных улиц (напр., Капшака, Продзинского, Крохмальна, Лешно и т. д.). На развалинах города встает гора в парке Мочидло. В 1976 году возник Театр на Воли, основанный актёром и театральным режиссёром Тадеушом Ломницком.
В 1951 в состав Воли вошли вновь присоединенные территории к западу от города; в 1992 они были выделены в отдельный район Бемово.

## Административные границы
Воля граничит:
- с Бемово — по железнодорожной линии
- с Жолибожем — по железнодорожной линии
- со Средместьем — по аллее Иоанна Павла II
- с Охотой — по диаметральной железнодорожной линии
- с Влохами — по железнодорожной линии

## Районы
Согласно варшавской системы местных обозначений MSI, Воля состоит из 8-ми районов: Коло (Koło), Ульрихув (Ulrychów), Одоляны (Odolany), Повозки (Powązki), Млынов (Młynów), Чисте (Czyste), Новолипки (Nowolipki) и Мирув (Mirów).
Однако, этот перечень неполный: он не учитывает особенности всех поселков. Елёнки находятся в двух районах — Воля и Бемово, а часть Муранува вошла в границы Воли под названием Новолипки. Кроме того, в нём не хватает собственно Воли и правильного обозначения границ Ульрихува.
Полный список поселков включает: Старе Ялонки — ныне в границах Ульрихува, и Мочидло — в составе Коло.

## Важнейшие памятные места и памятники старины
- Памятники промышленности
  - Фабрика Норблина
  - Городская трамвайная электростанция
  - Пивоварня Хабербуша
  - Варшавский газовый завод — ныне музей газификации
  - Строения предвоенного Акционерного общества промышленных предприятий «Лильпоп, Рау и Левенштайн» (Lilpop, Rau i Loewenstein)
  - Железнодорожный вокзал «Варшава-Главная» с железнодорожным музеем
  - Корпуса радиозаводов им. М. Каспшака
- Фрагмент стены гетто у ул. Сенной (Sienna)
- Особняк Бернацких (pałacyk Biernackich)
- Особняк Богуславского (pałacyk Bogusławskiego)
- Выборное поле (Pole Elekcyjne na Woli)
- Редут Одрона (Reduta Ordona)
- Форт Совинского (Fort Sowińskiego)

### Костёлы и храмы
- - римско-католические
    - костёл св. Августина (kościół św. Augustyna)
    - костёл Богородицы Марии (kościół Bogurodzicy Maryi)
    - костёл Доброго Пастыря (kościół Dobrego Pasterza)
    - костёл Иосафата Кунцевича (kościół Jozafata Kuncewicza)
    - костёл св. Иосифа, возлюбленного Пресвятой Богородицы (kościół św. Józefa Oblubieńca NMP)
    - костёл. св. Карла Борромео (kościół św. Karola Boromeusza) на ул. Хлодной (ul. Chłodna)
    - костёл. св. Карла Борромео на ул. Повозковской (ul. Powązkowska)
    - монастырь и костёл отцов редемптористов св. Клеменса Дворжака и Ангелов-хранителей (klasztor i kościół oo. Redemptorystów św. Klemensa Dworzaka i Aniołów Stróżów)
    - костёл Милосердия Божьего и св. Фаустины (kościół Miłosierdzia Bożego i św. Faustyny)
    - костёл Святейшей Госпожи Марии Королевы Ангелов (kościół Najświętszej Maryi Panny Królowej Aniołów)
    - костёл Воздвижения Святого Креста (kościół Podwyższenia Krzyża Św.)
    - церковь Святого Лаврентия
    - костёл св. мученика епископа Станислава (kościół św. Stanisława Biskupa Męczennika)
    - костёл св. мученика епископа Станислава прихода св. Войцеха (kościół św. Stanisława Biskupa i Męczennika parafii św. Wojciecha)

  - других конфессий
    - церковь св. Иоанна Лествичника
    - часовня Церкви Иисуса Христа Святых последних дней (kaplica Kościoła Jezusa Chrystusa Świętych w Dniach Ostatnich) — резиденция миссии и главный центр церкви мормонов на территории Польши
    - часовня и приходский дом Собрания христиан-баптистов (kaplica i Dom Parafialny Zboru Chrześcijan Baptystów)
    - мариавитский (старокатолический) костёл Непрекращающейся Помощи Святой Матери Божьей (kościół Starokatolicki Mariawitów pw. Matki Boskiej Nieustającej Pomocy)
- Кладбища
  - евангелическо-аугсбургское (лютеранское)
  - евангелическо-реформатское (кальвинистское)
  - караимское
  - мариавитское
  - Повозковское
  - жертв Варшавского восстания
  - православное
  - Вольское
  - еврейское
  - мусульманское кавказское
  - мусульманское татарское

## Известные люди, связанные с Волей
- Юзеф Бем — герой обороны Варшавы во время ноябрьского восстания 1830
- Мирон Бялошевский — поэт, родился здесь на улице Лешно, 66, жил на улице Хлодной, 40
- Ванда Хотомская — поэт, родилась на ул. Вроной, 2
- Януш Кусоциньский — спортсмен, в 1926—1929 выступал за вольский клуб RKS Sarmata
- Юлиан Константы Ордон — командир Редута № 54 во время восстания 1831 года
- Юзеф Совиньский — командир Редута № 56 во время восстания 1831 года

## Воля в литературе
«Соколовская база» Марека Хласко — рассказ о начальниках, работающих на базе на Воле.

## Воля в кино
На Воле происходит действие:
- фильма «Поколение» Анджея Вайды
- фильма «Встреча со шпионом» Яна Баторыя — обстановкой служит база PKS на ул. Радзивой, а также магазин на ул. Сирены, 34
- сериала «Медовые годы» (Miodowe lata)

Кроме того, лицей имени генерала Совинского является сценой для многочисленной телевизионной продукции, польской и заграничной.